# Gabriel Karlin
Gabriel Karlin (* 19. prosince 1946) byl poslancem Národní rady Slovenské republiky.
Gabriel Karlin byl zvolen poslancem NR SR ve volebním období 2002–2006 za HZDS. V roce 2003 byla strana přejmenována na LS-HZDS. Byl členem Výboru NR SR pro zemědělství.

## Údajné uplácení
V roce 2005 měl být tehdejší poslanec přistižen při přebírání úplatku v Banské Bystrici. Úplatek měl pocházet od podnikatele, který měl zájem o dostavbu školy, pracoval však jako policejní agent a měl podstrčit Karlínovi úplatek do kufříku v době, kdy byl poslanec na WC. Spolu s Karlínem byl zadržen i tehdejší ředitel úřadu Banskobystrického kraje Milán Mráz, ale později byli oba osvobozeni.
Osvobozující rozsudek vynesl krajský soud v dubnu 2010, odůvodnil ho nespolehlivostí důkazů: otisky prstů se nenašly ani na obálce, ani na penězích, a i nahrávky odposlechu mezi podnikatelem a obžalovanými byly neprůkazné.